# Reformierte Kirche Kilchberg

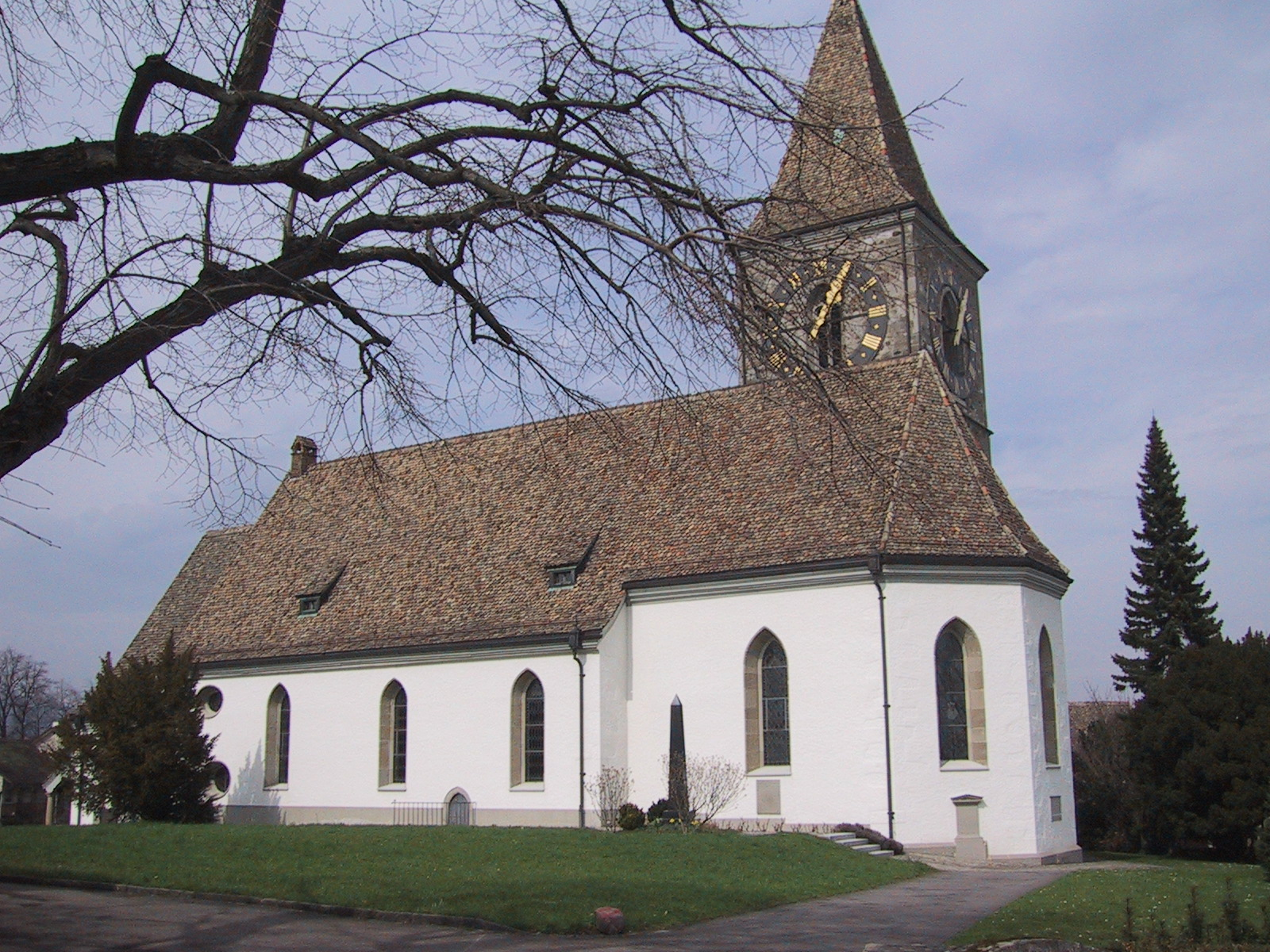
Die reformierte Kirche Kilchberg,
davor das obeliskförmige Grabmal C. F. Meyers
(Blick von Südosten)

Die reformierte Kirche Kilchberg ist eine 1248 erstmals erwähnte Landkirche in Kilchberg im Kanton Zürich. Der dem Ort den Namen gebende Bau liegt auf dem Scheitel des Zimmerberges.

## Äusseres
Der wuchtige romanische Kirchturm stammt aus dem Jahr 1240. Kirchenschiff und Chor sind im Kern spätgotisch; sie wurden bei mehreren Umbauten in der Barockzeit wesentlich verändert. 1921 wurde auf das Schiff durch einen Anbau mit Vorhalle im Neubarockstil auf der Westseite verlängert.

## Innenraum
Eine ungewölbte Stuckdecke wurde 1758 anstelle der spätgotischen Holzdecke eingezogen und 1778 verändert. Die geschnitzte Bestuhlung geht auf das Jahr 1707 zurück. Von 1737 stammt die ebenfalls kunstvoll geschnitzte barocke Kanzel. Im gotischen Polygonalchor befinden sich ein spätgotisches Sakramentshäuschen und eine Metzler-Orgel von 2007. Die Orgel ersetzte eine grössere Orgel aus dem Jahr 1934, welche ebenfalls von Metzler erbaut wurde. Die Farbglasfenster im Westanbau stammen von Augusto Giacometti und wurden 1924 eingeweiht. In seiner Funktion als Gemeindepfarrer predigte Eduard Schweingruber von 1942 bis 1964 hier.

## Glocken
Der Kirchturm birgt fünf Glocken. Sie stammen als eines der ersten grösseren Ensembles von der Aarauer Firma H. Rüetschi.

### Rezeption
Das frühere Geläute der reformierten Kirche Kilchberg wird in einem Gedicht Conrad Ferdinand Meyers erwähnt:
Requiem

Bei der Abendsonne Wandern

Wann ein Dorf den Strahl verlor,

Klagt sein Dunkeln es den andern

Mit vertrauten Tönen vor.

Noch ein Glöcklein hat geschwiegen

Auf der Höhe bis zuletzt.

Nun beginnt es sich zu wiegen,

Horch, mein Kilchberg läutet jetzt!

## Grabmäler
Auf dem bei der reformierten Kirche gelegenen Kilchberger Friedhof sind zwei bedeutende deutschsprachige Dichter begraben:
- Conrad Ferdinand Meyer
- Thomas Mann

Zu weiteren Beispielen siehe Abschnitt → Prominentengräber im Ortsartikel.